# 萩澤正太
萩澤 正太（はぎさわ しょうた、1990年1月19日 - ）は、日本の元ラグビー選手。

## プロフィール
- 北海道出身。
- ポジションはロック(LO)、フランカー(FL)。
- 身長 187cm、体重 105kg
- ニックネームはハギ。
- 7人制日本代表に選ばれている。

## 略歴
ラグビーを始めたきっかけは兄の試合を見に行って顧問の先生に誘われたことから。
2008年、函館工業高校卒業後、流通経済大学に入る。
2012年、流通経済大学卒業後、サントリーサンゴリアスに加入。 
2013年、クボタスピアーズに加入。同年12月1日に行われたジャパンラグビートップリーグ2ndステージ第1節の豊田自動織機シャトルズ戦に途中出場ながら公式戦初出場を果たす。 
2014年に行われたアジア大会では7人制日本代表として金メダル獲得に貢献。
2020年、現役を引退した。